# Piove di Sacco
Piove di Sacco – miejscowość i gmina we Włoszech, w regionie Wenecja Euganejska, w prowincji Padwa.
Według danych na rok 2004 gminę zamieszkiwało 17 513 osób, 500,4 os./km².